# Ensino de arte
Arte-educação, ensino de arte, educação artística ou Arte é uma disciplina educativa que oportuniza, ao indivíduo, o acesso à arte como linguagem expressiva e forma de conhecimento.

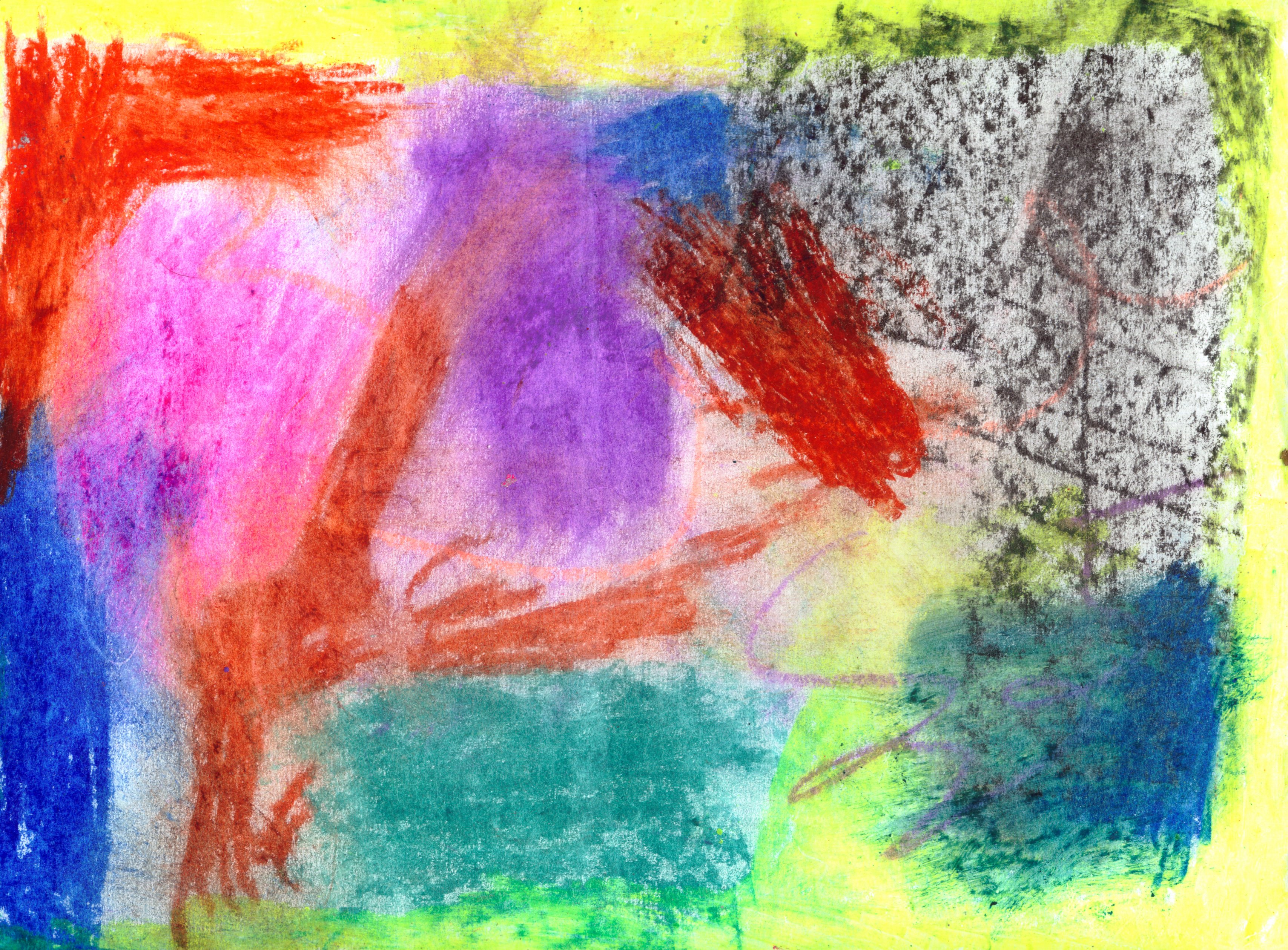
Desenho feito por uma criança estadunidense

## Descrição
A educação em arte, assim como a educação geral e plena do indivíduo, acontece na sociedade de duas formas:
- assistematicamente: através dos meios de comunicação de massa e das manifestações não institucionalizadas da cultura, como as relacionadas ao folclore (entendido como manifestação viva e em mutação, não limitada apenas à preservação de tradições);
- sistematicamente: na escola ou em outras instituições de ensino.

## Objetivo

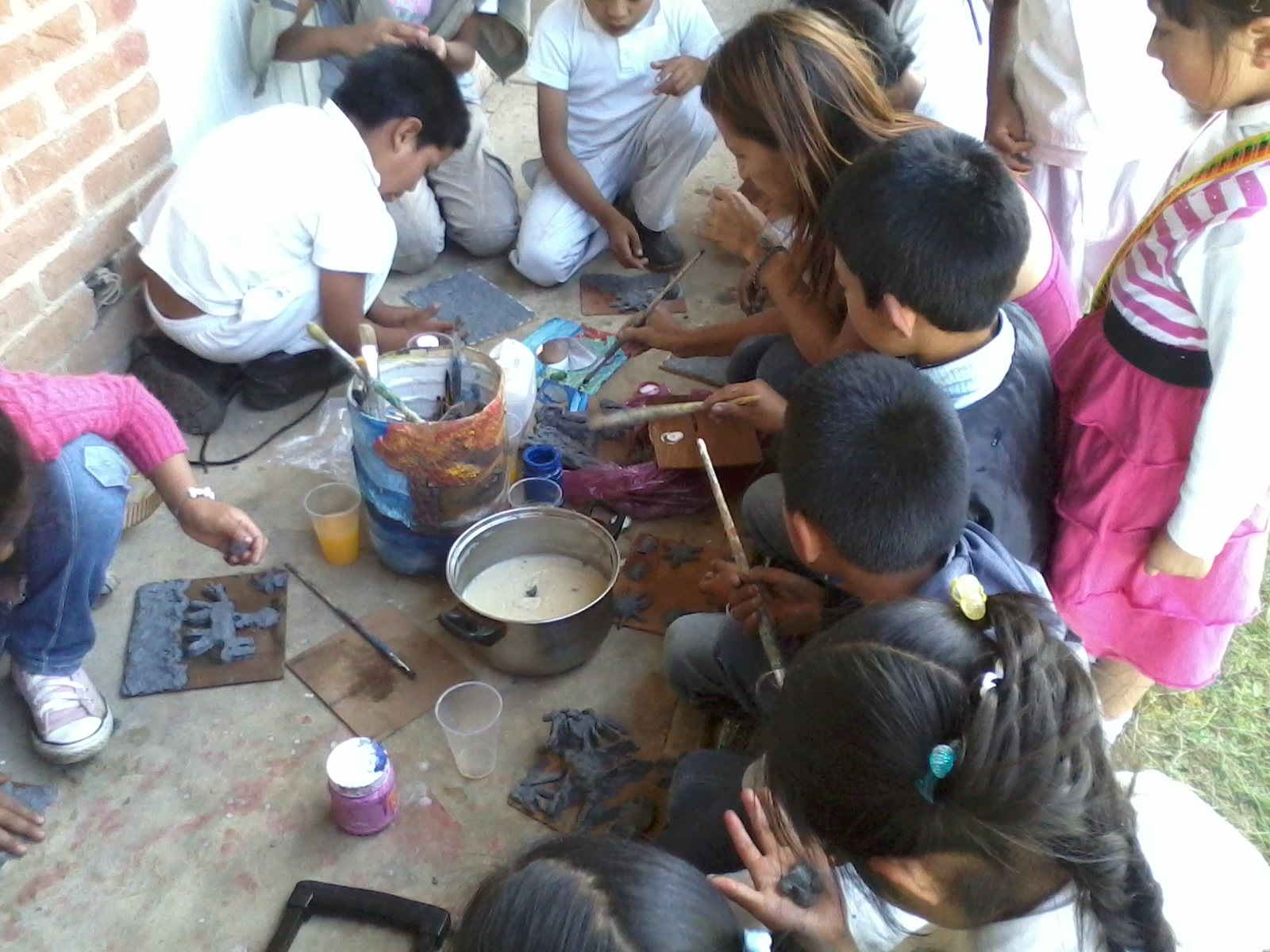
Oficina de artes plásticas para crianças em Ayahualulco, no estado de Veracruz, no México.

A arte-educação tem um objetivo maior que a formação de profissionais dedicados a esta área de conhecimento: no âmbito da escola regular, busca oferecer, aos indivíduos, condições para que ele compreenda o que ocorre nos planos da expressão e do significado ao interagir com as artes, permitindo, dessa forma, sua inserção social de maneira mais ampla. Bem como humanizar os sujeitos que participam desse processo, proporcionando acesso a diversidade cultural e artística, que por sua vez, é capaz de trazer sentido a experiência humana individual e coletiva na educação. Nesse sentido, os museus são uma ferramenta muito útil para a observação de uma forma mais condensada e intensa de diversas manifestações artísticas - sejam elas da contemporaneidade ou não.

## No Brasil
No Brasil, a Lei de Diretrizes e Bases da Educação Nacional (LDB nº 9.394/96) estabeleceu, em seu artigo 26, parágrafo 2.º, que:
- “O ensino da arte constituirá componente curricular obrigatório, nos diversos níveis da educação básica, de forma a promover o desenvolvimento cultural dos alunos”.
- “A arte é um patrimônio cultural da humanidade, e todo ser humano tem direito ao acesso a esse saber”.

De acordo com os parâmetros curriculares nacionais, a educação em arte propicia o desenvolvimento do pensamento artístico e da percepção estética, que caracterizam um modo próprio de ordenar e dar sentido à experiência humana: através da educação em arte, o aluno desenvolve sua sensibilidade, percepção e imaginação, tanto ao realizar formas artísticas quanto na ação de apreciar e conhecer as formas produzidas por ele e pelos colegas, pela natureza e pelas diferentes culturas (PCN-Arte-1997).

## Formação em Arte
Assim como outras áreas, a Arte se constitui como uma área de conhecimento e campo profissional com formação específica. A formação no campo da Arte se refere especificamente a cursos de Artes Visuais, Dança, Cinema e Audiovisual, Música  e Teatro. Na área de Arte no Brasil assim como em outros países, temos cursos técnicos (a nível médio), superiores (bacharelados, licenciaturas e tecnólogos), pós-graduações lato sensu (especializações) e stricto sensu (mestrados e doutorados) tanto em Arte, como em cada uma das suas subáreas (artes visuais, dança, cinema e audiovisual, música e teatro) 

### Ensino da Arte no Brasil:
No Brasil,  o ensino da arte é obrigatório e deve ser realizado como componente curricular específico em toda a educação básica, conforme determinado no § 2o e 6o do artigo 26 da LDB - Lei de Diretrizes e Bases da Educação Nacional , que trata sobre currículos da educação infantil, do ensino fundamental e do ensino médio. E regulamenta que: § 2o  O ensino da arte, especialmente em suas expressões regionais, constituirá componente curricular obrigatório da educação básica e § 6º  As artes visuais, a dança, a música e o teatro são as linguagens que constituirão o componente curricular de que trata o § 2o deste artigo.